# Jezioro Bodeńskie (film)
Pour plus de détails, voir Fiche technique et Distribution.
Jezioro Bodeńskie (Le Lac de Constance) est un drame psychologique polonais réalisé par Janusz Zaorski sur la base du roman éponyme d'Stanisław Dygat, sorti en 1986 .

## Synopsis
Un Polonais, interné pendant la Seconde Guerre mondiale dans un camp d'internement à la frontière entre la Suisse et l'Allemagne. Des années plus tard il revient dans la région. Les souvenirs de cette période reviennent. Il rencontre également quelques femmes qui l'intéressaient à cette époque.

## Fiche technique
- Titre : Jezioro Bodeńskie
- Réalisation : Janusz Zaorski
- Scénario : Janusz Zaorski
- Photographie : Witold Adamek
- Montage : Halina Prugar-Ketling
- Musique originale : Jerzy Satanowski
- Décors : Allan Starski
- Costumes : Wiesława Starska, Jan Rutkiewicz
- Sociétés de production :
- Sociétés de distribution :
- Pays d'origine :  Pologne
- Langue originale : polonais
- Format : couleurs
- Durée : 82 minutes
- Genre : drame
- Date de sortie : 
  - Pologne : 5 septembre 1986

## Distribution
- Krzysztof Pieczyński : le héros
- Małgorzata Pieczyńska (en) : Suzanne
- Joanna Szczepkowska : Janka
- Maria Pakulnis : Renée Bleist
- Gustaw Holoubek : Roullot
- Andrzej Szczepkowski : Thomson
- Henryk Borowski (en) : Wildermayer
- Krzysztof Zaleski (en) : Harry Markowski
- Krzysztof Gosztyła : MacKinley
- Wojciech Wysocki : Vilbert
- Jacek Sas-Uhrynowski : le curé Cléont
- Krzysztof Kowalewski : Pociejak
- Jan Kociniak (en) : le lieutenant Klaus
- Janusz Bukowski : Max Pfitzner
- Adam Ferency : Jasiek Paluch
- Grzegorz Wons : Jean Ledoix
- Krzyś Paszkowski : Krupski
- Wojciech Paszkowski : Krupski
- Marcin Troński : le mulâtre
- Jacek Domański : un interné
- Paweł Nowisz : le gendarme allemand
- Helena Kowalczykowa : une internée
- Krystyna Wolańska
- Bogusław Stokowski : le barbu jouant de l'harmonica
- Franciszek Stawarz : l'officier allemand
- Zbigniew Korepta : le gendarme
- Stefania Iwińska : une internée
- Kalina Jędrusik : la femme écoutant du Chopin
- Józef Kalita : le propriétaire de la brasserie
- Anna Majcher : la serveuse
- Andrzej Szenajch : l'homme dans la brasserie

## Récompense
- Léopard d'or au Festival international du film de Locarno en 1986[1].